# Czerwone Gitary

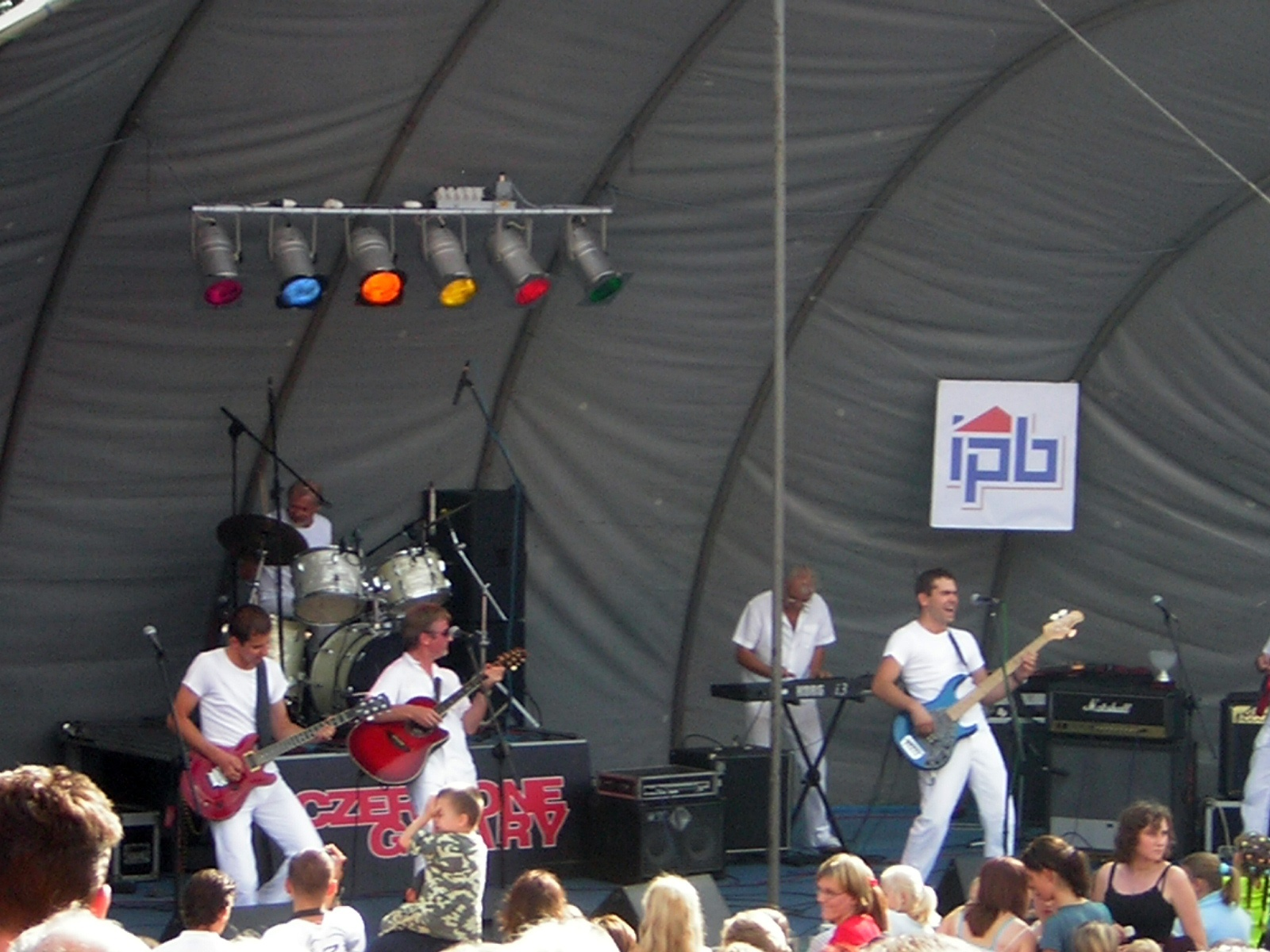
A Czerwone Gitary 2006-ban egy koncerten

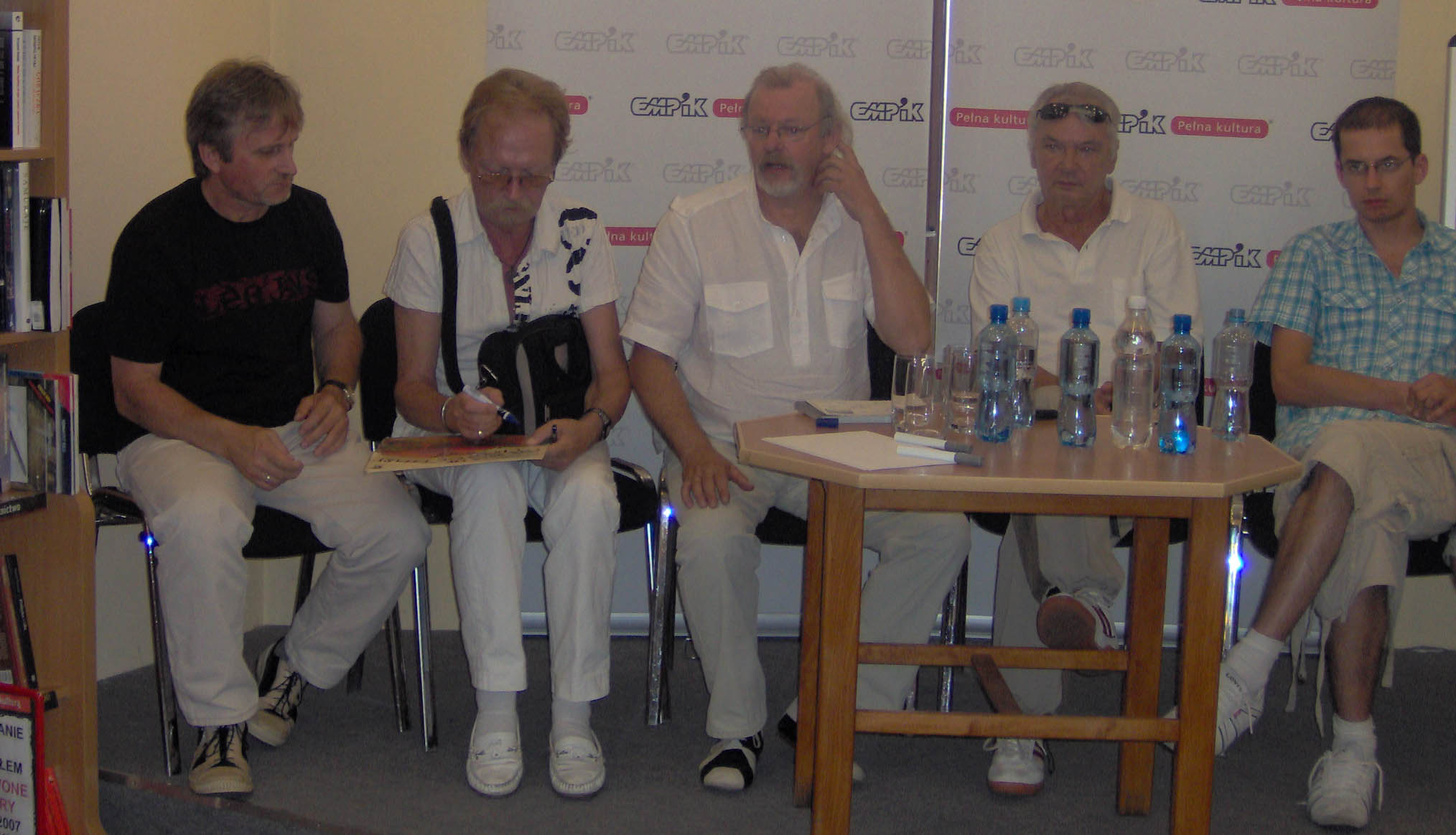
Az együttes 2007 júliusában

A Czerwone Gitary egy lengyel beatzenekar, mely 1965. január 3-án alakult Gdańsk-ban. Nevük jelentése: vörös gitárok. A hazájukon kívül legnagyobb sikereiket Németországban érték el, ahol Rote Gitarren néven váltak ismertté.

## Tagok
- Jerzy Kossela (gitár, ének, 1965-67, 1991-93, 1999-jelenleg)
- Henryk Zomerski [Janusz Horski] (gitár, basszus, billentyűs hangszerek, furulya, ének, 1965, 1999-2011)
- Jerzy Skrzypczyk [Jerzy Geret] (dob, billentyűs hangszerek, ének)
- Bernard Dornowski (gitár, basszus, ének, 1965-99)
- Krzysztof Klenczon (gitár, ének, 1965-70)
- Seweryn Krajewski [Robert Marczak] (ének, gitár, basszus, hegedű, billentyűs hangszerek, 1965-97)
- Dominik "Konrad" Kuta (gitár, furulya, billentyűs hangszerek, ének, 1970-71)
- Ryszard Kaczmarek (basszus, 1972-77)
- Jan Pospieszalski (basszus, 1974-80)
- Wojciech Hoffmann (gitár, 1997-2000)
- Mieczysław Wądołowski (gitár, ének, 1997-jelenleg)
- Arkadiusz Malinowski (basszus, ének, 1999-2003)
- Dariusz Olszewski (gitár, ének, 2000-04)
- Arkadiusz Wiśniewski (gitár, basszus, ének, 2002-jelenleg)
- Marek Kisieliński (gitár, billentyűs hangszerek, ének, 2004-jelenleg)

## Lemezeik

### Nagylemezek
- To właśnie my (1966)
- Czerwone Gitary (2) (1967)
- Czerwone Gitary (3) (1968)
- Na fujarce (1970)
- Warszawa (lengyel nyelvű német kiadás, 1970)
- Spókoj serca (1971)
- Consuela (német nyelvű, 1971)
- Rytm Ziemi (1974)
- Dzień jeden w roku (1976)
- Port piratów (1976)
- Rote Gitarren (német nyelvű, 1978)

### Kislemezek
- Czy słyszysz co mówię / Randka z deszczem (1966)
- Nie zadzieraj nosa / Randka z deszczem (1966)
- Sledztwo zakochanego / Matura (1966)
- To wlaśnie my / Nie mów nic (1966)
- Przed pierwszym balem / Cztery pory roku (1967)
- Stracić kogoś / Szukam tamtej wiosny (1967)
- Wędrowne gitary / Gdy ktoś kogoś pokocha (1967)
- Moda i milość / Kwiaty we wlosach (1968)
- Moda i milość / Kwiaty we wlosach (1968)
- My z XX wieku / Jedno jest życie (1968)
- Takie ładne oczy / Dozwolone do lat 18-tu (1968)
- Biały krzyż / Deszcz jesienny (1968)
- Anna Maria / Wróćmy na jeziora (1968)
- Niebieskooka / Tak bardzo się starałem (1969)
- Powiedz stary gdzieś ty był / Co z nas wyrośnie (1969)
- Powiedz stary gdzieś ty był (1970)
- Czekam na twój przyjazd / Cóż ci więcej mogę dać (1970)
- Dawno i daleko / Słońce za uśmiech (1970)
- Kim mógłbym być / Od jutra nie gniewaj się (1970)
- W bursztynowym kręgu lata / Zanim zakwitną łąki (1971)
- W drogę / Trzy po trzy (1971)
- Była to głupia miłość / Coda (1974)
- Mam dobry dzień / Słowo jedyne - ty (1974)
- Nie spoczniemy (1976)
- Niebo z moich stron / Staromodne samochody (1976)
- Wesołych Świąt (1977)
- Remedium / śpiewka żeglarska (1978)